# Shushtars stormoské

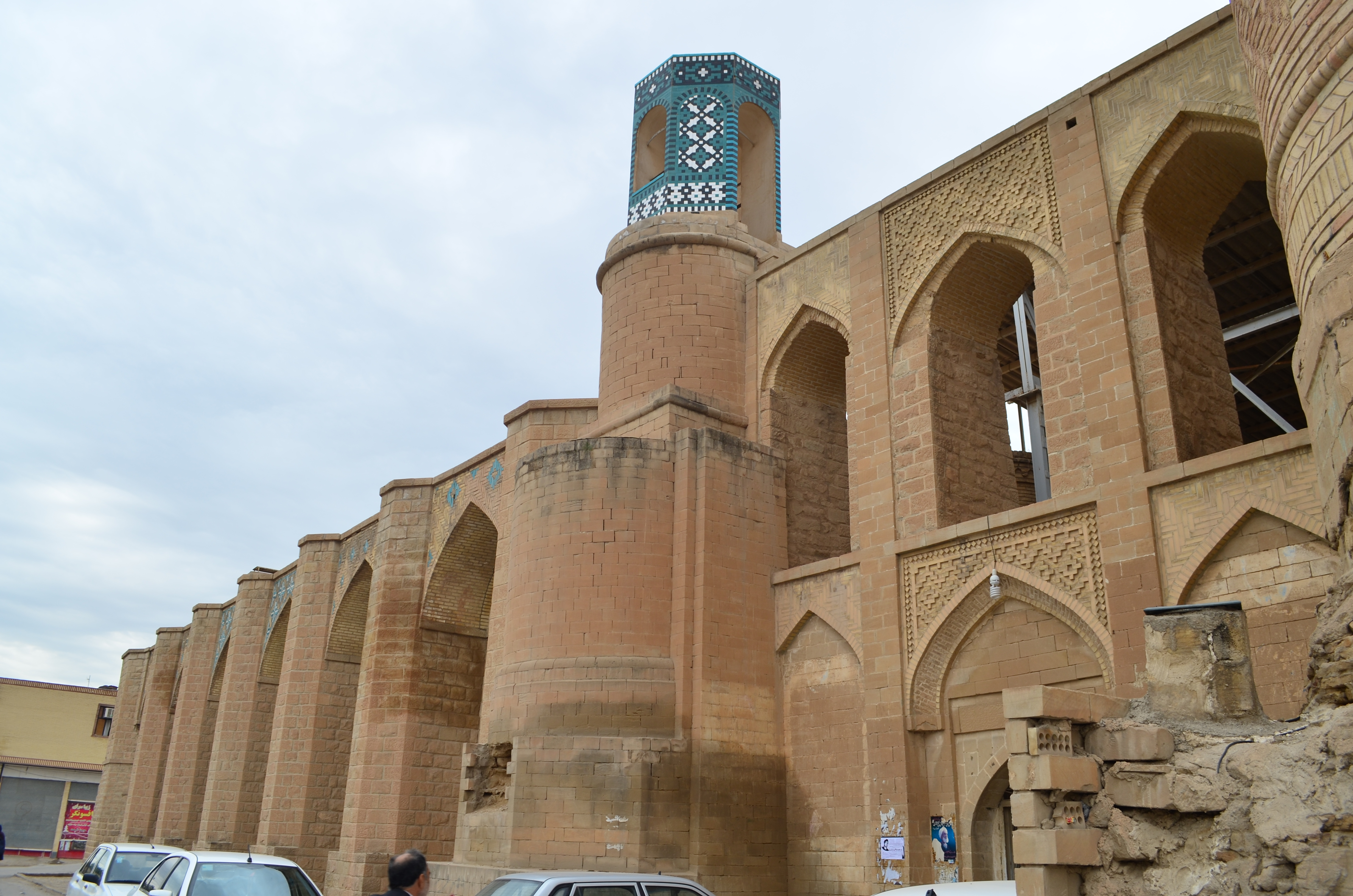
Shushtars stormoské.

Shushtars stormoské (persiska: مسجد جامع شوشتر) är belägen i staden Shushtar i provinsen Khuzestan. Denna historiska byggnad dateras till början av den islamiska perioden och uppförandet inleddes år 868. Detta är en av Irans mest sevärda moskéer.

## Bilder

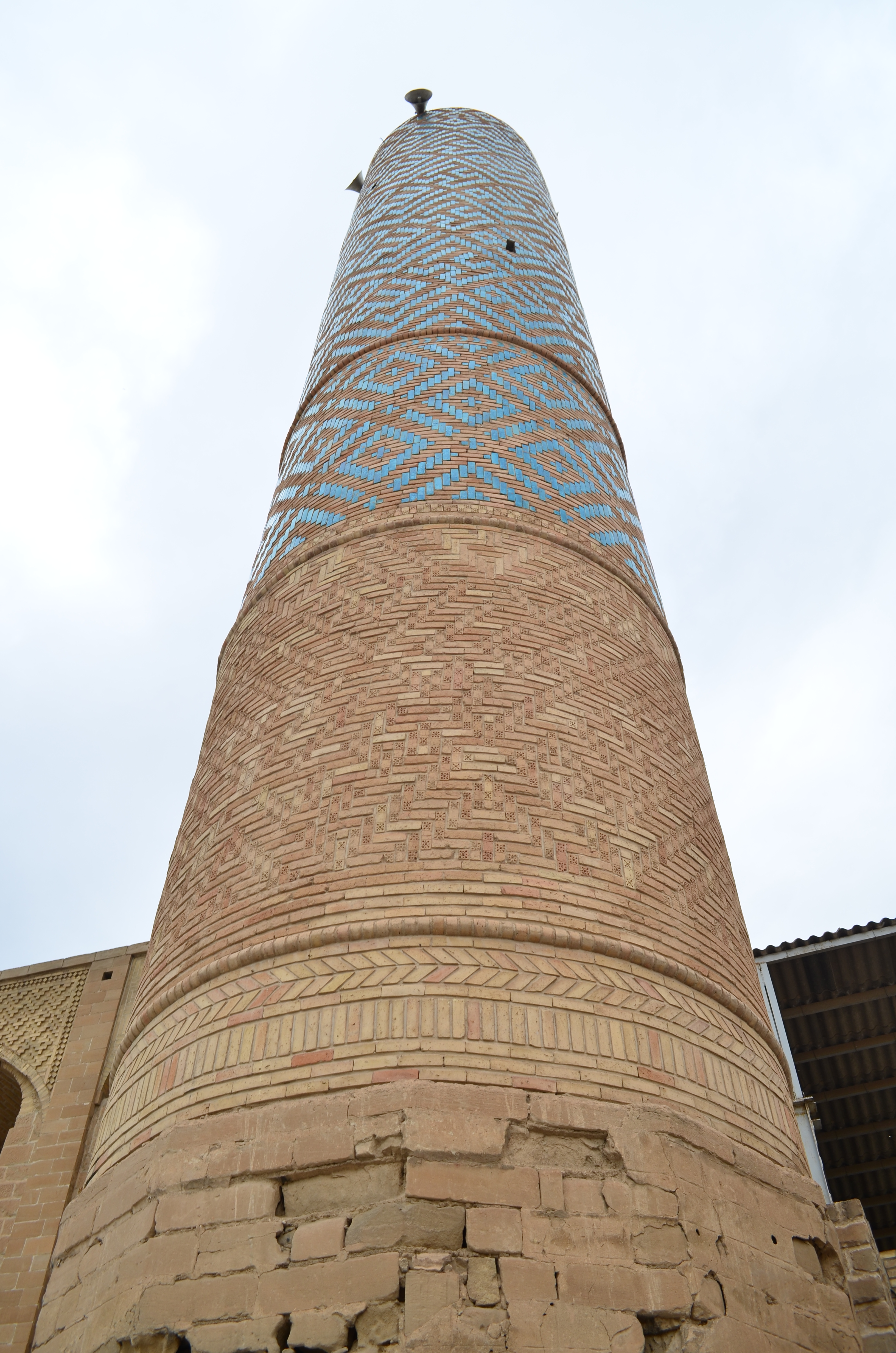
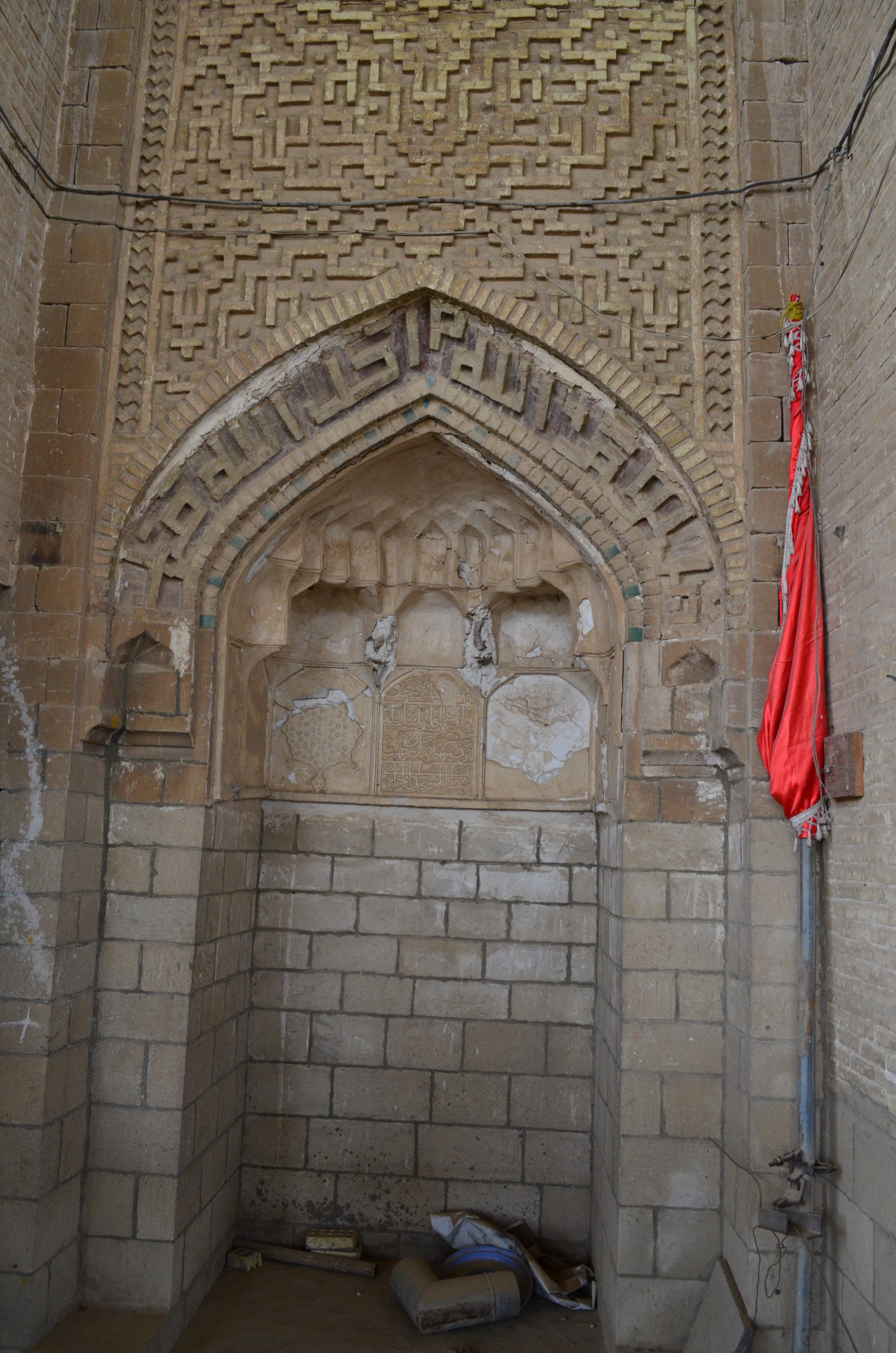
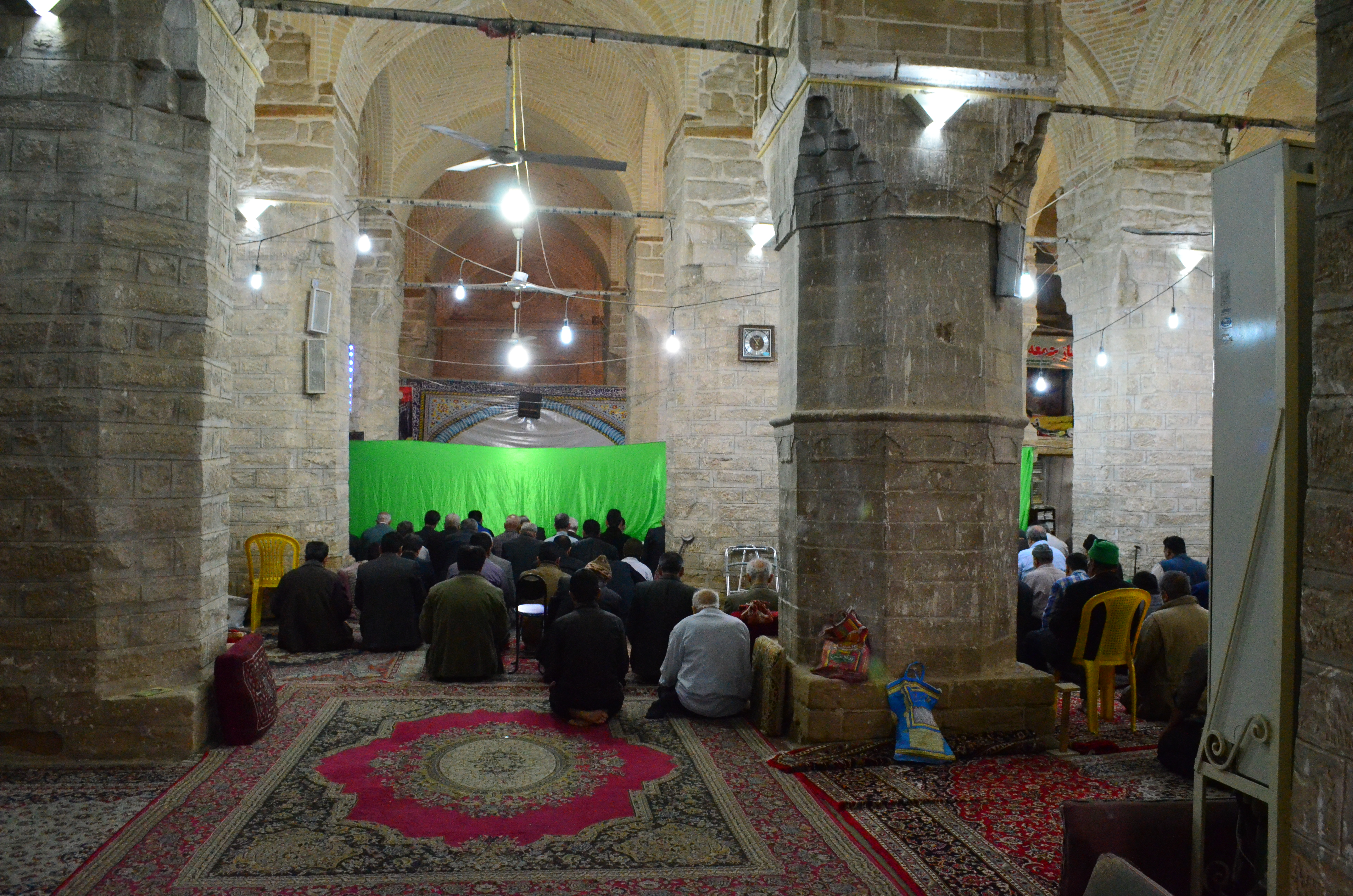
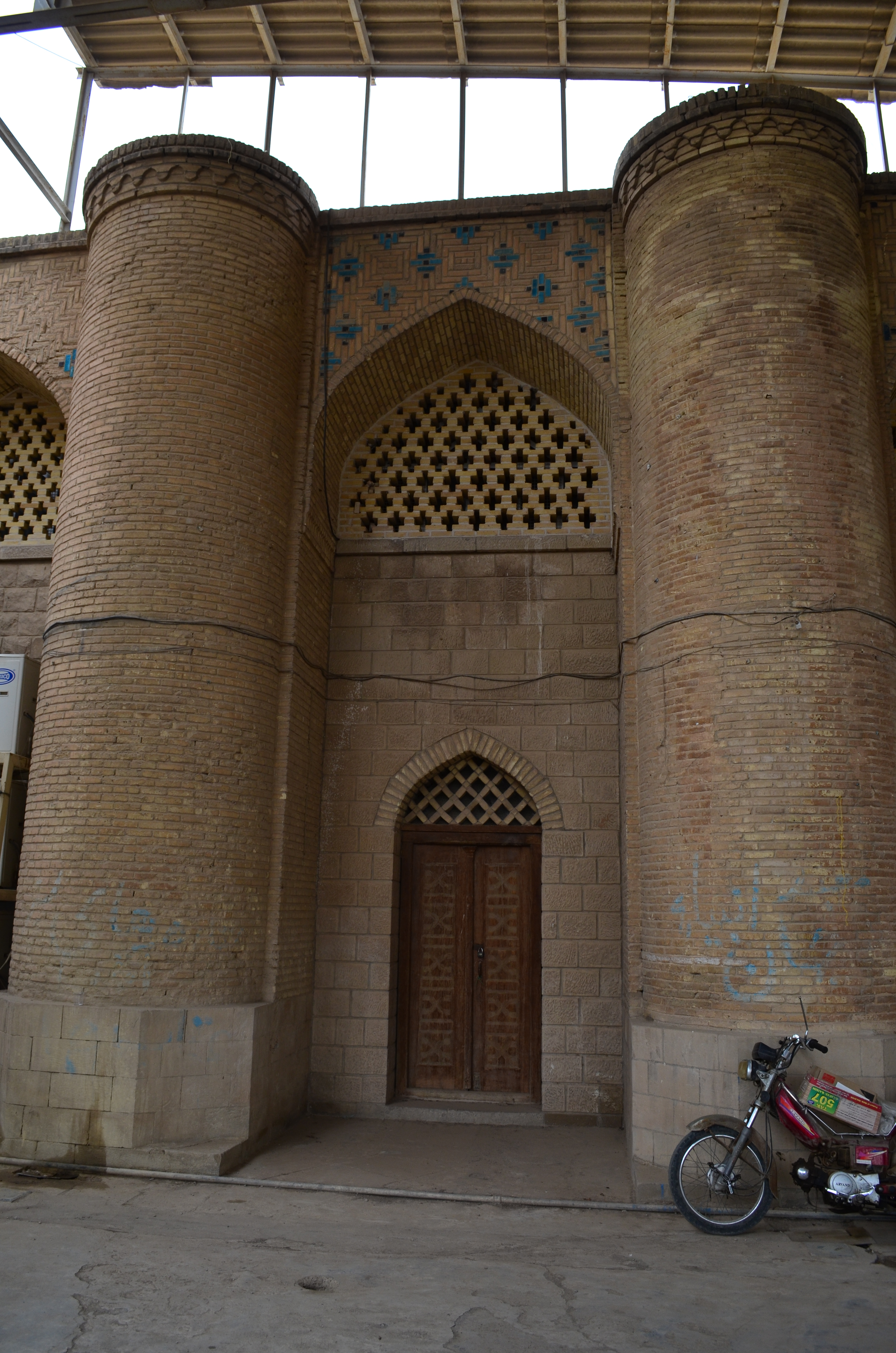